# Баштевич
Баштевич (укр. Баштевич) — село(с 1813 г. по 1954 г. — в статусе хутора), относится к Антрацитовскому району(1935—1949 гг. — к Ивановскому району) Луганской области Украины. Под контролем самопровозглашённой Луганской Народной Республики.

## География
Соседние населённые пункты: посёлки Фёдоровка, Широкий, Буткевич и город Петровское на юге, сёла Уткино на юго-западе, Адрианополь и посёлок Радгоспный на западе, село Городнее, посёлки Селезнёвка, Ящиково и город Перевальск на северо-западе, посёлок Бугаевка на севере, сёла Малоконстантиновка, Троицкое, Анновка на северо-востоке, Малая Юрьевка на востоке, сёла Никитовка, Штеровка на юго-востоке.

## Население
Население по переписи 2001 года составляло 26 человек.

## Общие сведения
Почтовый индекс — 94640. Телефонный код — 6431. Занимает площадь 0,266 км². Код КОАТУУ — 4420384402.

## Местный совет
94640, Луганская обл., Антрацитовский р-н, с. Никитовка, ул. Центральная